# Nguyễn Khoái
Nguyễn Khoái (阮蒯, 1240 -?) là một tướng lĩnh nhà Trần, góp công lớn trong hai cuộc kháng chiến chống quân Nguyên năm 1285 và 1287.

## Tiểu sử
Nguyễn Khoái quê ở Hồng Châu (nay thuộc tỉnh Hải Dương), từ nhỏ có sức khỏe hơn người. Theo truyền thuyết, Nguyễn Khoái từng dùng hai tay nắm lấy sừng của hai con trâu đẩy ra hai phía. 

## Binh nghiệp
Khi trưởng thành, Nguyễn Khoái thi tuyển vào cấm vệ quân, và được tuyển vào tả hữu Thánh Dực Dũng Nghĩa quân theo quy định của triều đình, có nhiệm vụ hộ giá vua Trần Nhân Tông và Thượng hoàng Trần Thánh Tông.. Sau đó, ông tiếp tục được tín nhiệm giao trọng trách chỉ huy của lực lượng cấm quân tinh nhuệ này.
Năm 1285, quân Nguyên Mông xâm lược Đại Việt, Nguyễn Khoái theo một số vương hầu nhà Trần là Chiêu Văn vương Trần Nhật Duật, Chiêu Thành vương Trần Thông và Hoài Văn hầu Trần Quốc Toản dẫn 5 vạn quân đánh Toa Đô ở cửa Hàm Tử, rồi tiếp tục truy đuổi, phá tan quân Nguyên tại trận Tây Kết. Trong trận chiến này, vợ của ông cùng với rất nhiều binh sĩ Thánh Dực Dũng Nghĩa đã hy sinh ở gần bến Nguyệt bên sông Mã, được dân chúng lập đền thờ.
Năm 1287, hoàng đế nhà Nguyên Hốt Tất Liệt phát động chiến tranh với Đại Việt lần thứ ba. Nguyễn Khoái tham gia thủy chiến Bạch Đằng giang, được thống soái quân Trần là Hưng Đạo Vương Trần Quốc Tuấn giao nhiệm vụ chia cắt đội hình thủy quân Nguyên do Ô Mã Nhi chỉ huy và nhử đối phương vào bãi cọc ngầm đã chuẩn bị từ trước. Khi phần lớn chiến thuyền quân Nguyên bị vướng cọc, Nguyễn Khoái dẫn quân phản công, ngăn không để đối phương rút lui. Thánh Dực quân chiến đấu kiên cường, hợp lực với các đạo quân Trần phá tan đội hình quân Nguyên, kết quả bắt sống một tướng chỉ huy của họ là bình chương Áo Lỗ Xích
Một năm sau chiến thắng Bạch Đằng, khi vua Trần Thánh Tông luận công ban thưởng, Nguyễn Khoái được phong tước Liệt hầu và được cấp hẳn hương Khoái Lộ (thuộc huyện Khoái Châu, tỉnh Hưng Yên ngày nay) làm thực ấp. Đây là đặc ân vì có rất ít người không thuộc hoàng tộc được hưởng vinh dự này.

## Phố Nguyễn Khoái
Phố Nguyễn Khoái dài 11,5 km, thuộc các phường Bạch Đằng, phường Thanh Lương thuộc quận Hai Bà Trưng, phường Thanh Trì, phường Lĩnh Nam, phường Trần Phú, phường Yên Sở thuộc quận Hoàng Mai và xã Yên Mỹ,xã Tứ Hiệp thuộc huyện Thanh Trì,thành phố Hà Nội, từ phố Lê Quý Đôn (dốc Vân Đồn) đến đường Tứ Hiệp thuộc xã Tứ Hiệp, huyện Thanh Trì, thành phố Hà Nội. Phố vốn là bức tường bao vùng giữa thành Thăng Long xưa thuộc đoạn đê sông Hồng. Thời Pháp thuộc có tên gọi là đê Mới (Digue Nouvelle), sau gọi là bến Rêna (Quai Rheinart), dân gian gọi là phố Lò sát sinh.
Tại Thành phố Hồ Chí Minh, quận 4 có đường Nguyễn Khoái nối từ bến Vân Đồn đường Tôn Thất Thuyết bên bờ Kênh Tẻ.